# آندری یاکوبیک
آندری یاکوبیک (روسی: Андрей Александрович Якубик؛ زادهٔ ۲۴ اوت ۱۹۵۰) بازیکن فوتبال اهل اتحاد جماهیر شوروی سوسیالیستی بود.
از باشگاه‌هایی که در آن بازی کرده‌است می‌توان به باشگاه فوتبال پاختاکور تاشکند و باشگاه فوتبال دینامو مسکو اشاره کرد.
وی همچنین در تیم ملی فوتبال شوروی بازی کرده‌است.